# Cantó de Faucogney-et-la-Mer
El cantó de Faucogney-et-la-Mer és un cantó francès del departament de l'Alt Saona, situat al districte de Lure. Té 16 municipis i el cap és Faucogney-et-la-Mer.

## Municipis
- Amage
- Amont-et-Effreney
- Beulotte-Saint-Laurent
- La Bruyère
- Corravillers
- Esmoulières
- Faucogney-et-la-Mer
- Les Fessey
- La Longine
- La Montagne
- La Proiselière-et-Langle
- Raddon-et-Chapendu
- La Rosière
- Saint-Bresson
- Sainte-Marie-en-Chanois
- La Voivre

## Història
| Data d'elecció                           | Identitat            | Partit                     | Qualitat |
| ---------------------------------------- | -------------------- | -------------------------- | -------- |
| 1945-1955                                | Maxime Faivre        | Moderat                    |          |
| 1955-1961                                | Georges Gerôme       | radical                    |          |
| 1961-1976                                | Henri Fleurot        | UDR, després divers droite |          |
| 1976-1983                                | Jean-Jacques Beucler | CDP, després UDF-CDS       |          |
| 1983-2004                                | Philippe Legras      | RPR                        |          |
| 2004-                                    | Laurent Seguin       | Divers gauche              |          |
| les dades anteriors no són pas conegudes |                      |                            |          |
|                                          |                      |                            |          |

## Demografia
| A partir de 1990: Població sense dobles comptes |